# Lola Sánchez

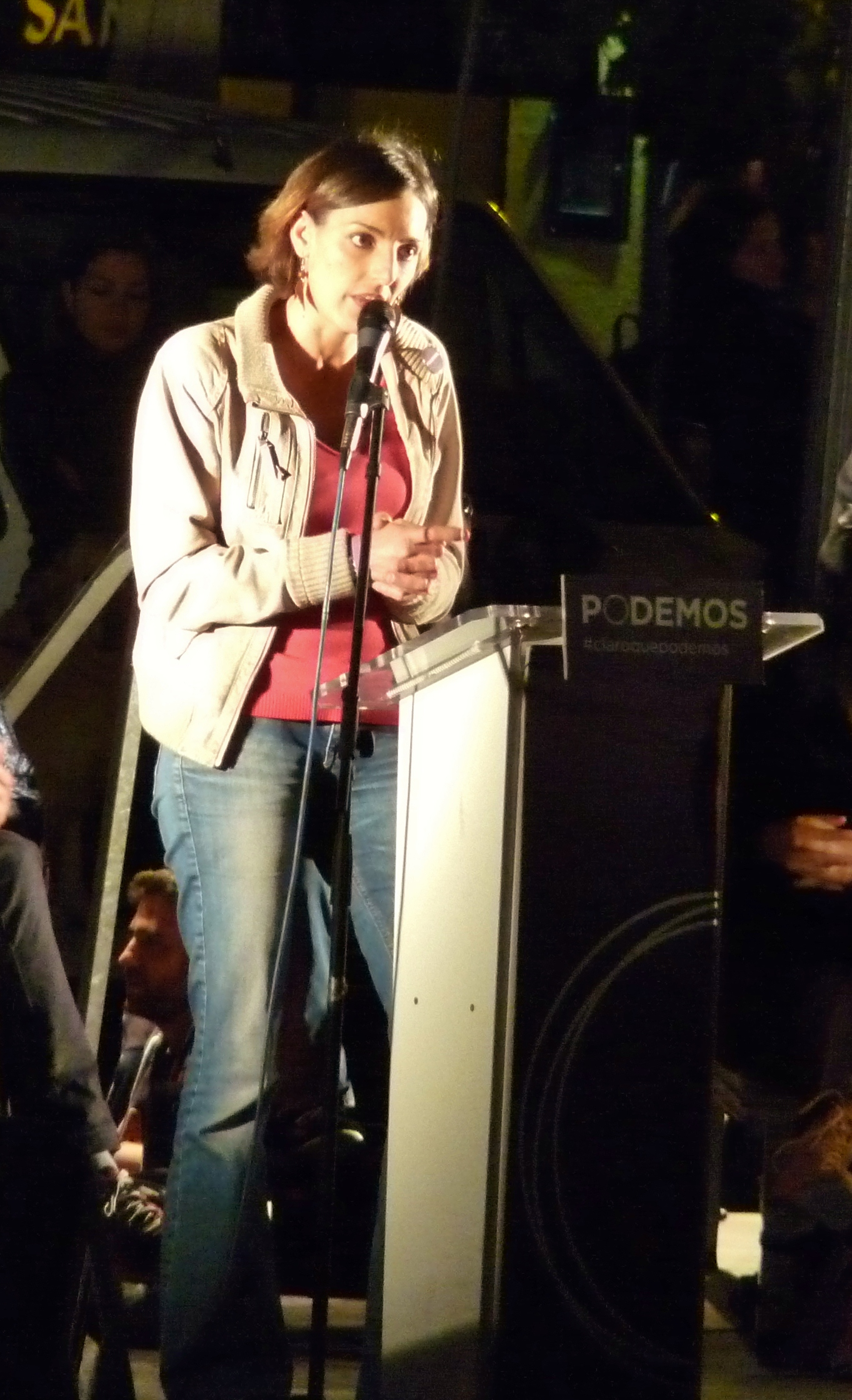
Lola Sánchez

María Dolores Lola Sánchez Caldentey, häufiger Lola Sánchez genannt (* 17. März 1978 in Valencia) ist eine spanische Politologin, die als Kandidatin der Podemos-Liste am 25. Mai 2014 zum Mitglied des Europäischen Parlaments gewählt wurde.

## Leben
Lola Sánchez wurde 1978 in Valencia geboren und wuchs in Cartagena, Murcia auf. Ihr Vater ist Architekt und ihre Mutter Hausfrau. Sie studierte Politikwissenschaft an der Universität Granada. Nach dem Studium mit Abschluss als Diplom-Politologin im Jahr 2003, arbeitete sie drei Jahre lang als Vertretung an verschiedenen Berufsbildungsschulen der Region. Seit Beginn der Wirtschaftskrise in Spanien war sie arbeitslos, gelegentlich als Kellnerin, Geschirrspülerin oder private Spanischlehrerin tätig. Sie  versuchte ebenso ein kleines Kunsthandwerkgeschäft als Überlebensstrategie zu führen, das aber die Umsatzsteuererhöhung nicht überdauerte. Sie war zeitweilig in Island, Schottland und in den Vereinigten Staaten im „wirtschaftlichen“ Exil. Im Ausland versuchte sie, als Spanischlehrerin zu arbeiten, aber auch das erwies sich als schwierig, wegen der großen Anzahl von Spaniern, die im Ausland genau das Gleiche versuchten.

## Kontext ihrer Wahl als Europaabgeordnete 2014
Zum Zeitpunkt der Wahl hatte sie keine politische Laufbahn vorzuweisen; noch weiter entfernt war sie davon, eine politische Karriere gemacht zu haben. Laut eigenen Aussagen in Vorstellungen und Interviews, hatte sie davor nur eine sehr kurze Erfahrung als Mitglied der PSOE gemacht, als sie noch Studentin der Politikwissenschaften war. Die mangelnde interne Demokratie habe sie aber bald wieder zum Austritt bewegt. Die Bewegung 15M habe sie wieder motiviert und sie habe dort mit Elan an den Protesten auf der Straße mitgemacht. Die Frische der politischen Vorschläge von Podemos habe sie jedoch dazu gebracht, bei den offenen Vorwahlen zu kandidieren.
Einen Monat nach der Europawahl 2014 arbeitete sie weiterhin noch als Kellnerin in Cartagena.